# カロル・エストライヒャ (孫)
カロル・エストライヒャ (Karol Estreicher、1906年3月4日 - 1984年4月20日) は、ポーランドの美術史家、作家、書誌学者で、ポーランド復興勲章の受章者であり、祖父はヤギェウォ図書館長カロル・ユゼフ・テオフィル・エストライヒャ、父はヤギェウォ大学学長スタニスワフ・エストライヒャである。
彼はヤギェウォ大学の教授で、同大学博物館の館長も務めた。また第二次世界大戦におけるポーランドの略奪品の返還に尽力した。1944年、3年近くにわたる集中調査の末に、『ポーランドの文化的損失：1939年から1944年のドイツ占領期におけるポーランドの損失文化財の索引』を出版し、これは戦争が終結した際にポーランドの詳細な返還活動の基礎となった。